# Massimo Modugno
Massimo Modugno (Roma, 24 maggio 1966) è un cantante italiano.

## Biografia
Figlio del celebre cantante Domenico Modugno e dell'attrice Franca Gandolfi, ha iniziato a cantare a soli cinque anni e in breve ha seguito le orme del padre. Ha partecipato due volte al Festival di Sanremo.
A 18 anni vince il premio Talent Scout e inizia a collaborare con Franco Migliacci, che produce il suo primo disco.
È nel 1992 che si fa conoscere, partecipando al Festival di Sanremo nella categoria "Nuove Proposte" con Uomo allo specchio che si classifica all'8º posto con 6 226 voti. Dopo di ciò, si dedica alla sua seconda passione: la recitazione.
Mentre lavora in teatro e in televisione a Domenica In, incide un disco del quale fa parte il brano Delfini (Sai che c'è), cantato con il padre. Si dedica alla produzione musicale, curando un'edizione inedita delle canzoni paterne.
Torna ancora al Festival di Sanremo nel 2004 insieme ai Gipsy Kings con il brano Quando l'aria mi sfiora, che si classifica al 6º posto con 62 930 voti.

## Discografia
- 1992 – Uomo allo specchio/Una notizia come tante
- 1993 – Delfini
- 2004 – Quando l'aria mi sfiora